# فرد ويلت
فرد ويلت (بالإنجليزية: Fred Wilt)‏ هو منافس ألعاب قوى أمريكي، ولد في 14 ديسمبر 1920 في بيندلتون في الولايات المتحدة، وتوفي في 5 سبتمبر 1994 في مدينة اندرسون في الولايات المتحدة.

## وصلات خارجية
- فرد ويلت على موقع الاتحاد الأمريكي لسباقات المضمار والميدان، قاعة المشاهير (الإنجليزية)
- فرد ويلت على موقع أوليمبيديا (الإنجليزية)